# Sifalago Susua
Sifalago Susua is een bestuurslaag in het regentschap Nias Selatan van de provincie Noord-Sumatra, Indonesië. Sifalago Susua telt 1052 inwoners (volkstelling 2010).